# Platyoposaurus
Platyposaurus es un género extinto de temnospóndilos del Pérmico Superior, de hace entre 255 y 250 millones de años.
Los restos fósiles fueron hallados en Belebey, Bashkortostán, Rusia, y el nombre Platyposaurus significa "reptil de cara plana". Se encontró un espécimen adulto carnívoro, con un cráneo de 50 cm de largo y una longitud total de 270 cm.